# Guiné Equatorial nos Jogos Olímpicos de Verão de 1984
A Guiné Equatorial competiu nos Jogos Olímpicos pela primeira vez nos Jogos Olímpicos de Verão de 1984 em Los Angeles, Estados Unidos.